# 멀리사 맥브라이드
멀리사 맥브라이드(Melissa McBride, 1965년 5월 23일 ~ )는 미국의 배우, 전직 캐스팅 디렉터이다.

## 출연 작품
- 더 해피즈 (2016)
- 더 리컨스트럭션 오브 윌리엄 제로 (2014)
- 델고 (2008)
- 미스트 (2007)
- 더 라스트 아담 (2006)
- 복사의 위험한 삶 (2002)
- 나단 딕슨 (1999)
- 실리콘 밸리의 신화 (1999)
- Any Place But Home (1997)
- 허 데들리 라이벌 (1995)
- 바이오 포스 (1995)
- 시티 레인져 (1993)

### 텔레비전
- In the Heat of the Night (1994)
- 도슨의 청춘일기 (1998, 2003)
- 워킹 데드 (2010-22)
- 피어 더 워킹 데드 (2018)
- 워킹 데드: 데릴 딕슨 (2023-현재)